# Spilosoma dissimilis
Spilosoma dissimilis är en fjärilsart som beskrevs av William Lucas Distant 1897. Spilosoma dissimilis ingår i släktet Spilosoma och familjen björnspinnare. Inga underarter finns listade i Catalogue of Life.